# Skidway Lake
Skidway Lake é uma Região censo-designada localizada no estado americano de Michigan, no Condado de Ogemaw.

## Demografia
Segundo o censo americano de 2000, a sua população era de 3147 habitantes.

## Geografia
De acordo com o United States Census Bureau tem uma área de
30,2 km², dos quais 29,3 km² cobertos por terra e 0,9 km² cobertos por água. Skidway Lake localiza-se a aproximadamente 249 m acima do nível do mar.

## Localidades na vizinhança
O diagrama seguinte representa as localidades num raio de 24 km ao redor de Skidway Lake.